# 구강미생물
구강미생물(Oral Microbiome)은 입안에 서식하는 수백 종의 세균, 바이러스, 곰팡이 등 미생물들의 집합체입니다. 이 미생물들은 치아, 잇몸, 혀, 침 속 등 다양한 구강 부위에 존재하며 충치와 잇몸질환(치주염)의 원인이 되기도 하지만 유익균은 구강 건강을 유지하고 유해균을 억제하는 중요한 역할을 합니다.

## 역사
고대 문명충치나 잇몸병의 원인을 미생물로 보기보다 ‘벌레가 치아를 갉아먹는다’는 치충설(齒蟲說)이 널리 믿어졌습니다.